# Umma
Note: Umma kan også henvise til en oldtidsby i det sydlige Irak
Ummah (arabisk: أمة) er en betegnelse for den muslimske menighed, som blev grundlagt af Muhammed under hans ophold i Medina i 622. Med dannelsen af umma blev det foregående stamme- og slægtsprincip brudt og afløstes i stedet af et fællesskab omkring islam. Umma er betegnelse for et samfund. Det bruges i dag som betegnelse for de rettroendes samfund, som enhver muslim er medlem af.
I en hadith af Muslim forklares, hvordan alle medlemmer af umma skal opfatte sig selv som en del af ét legeme og på den måde vise omsorg og delagtiggøre sig i andres sorger og problemer, som var de ens egne.
| Islam | Spire Denne islamartikel er en spire som bør udbygges. Du er velkommen til at hjælpe Wikipedia ved at udvide den. |